# Pascual Carlos Esteban
 (avril 2019).
Si vous disposez d'ouvrages ou d'articles de référence ou si vous connaissez des sites web de qualité traitant du thème abordé ici, merci de compléter l'article en donnant les références utiles à sa vérifiabilité et en les liant à la section « Notes et références ».
Pour les articles homonymes, voir Esteban.
Pascual Carlos Esteban, né à Buenos Aires le 15 mai 1938 et mort à Rouen le 19 avril 2019, est un artiste peintre argentin.

## Biographie
Son père occupe un poste important dans la compagnie pétrolière nationale (Yacimientos Petrolíferos Fiscales), ce qui fait parcourir à toute la famille l'Argentine de long en large.
Esteban peint et dessine dès l'enfance. Il grandit jusqu'à 9 ans en Patagonie, ensuite et jusqu'à la fin de son adolescence toute la famille se déplace à Mendoza. Ce sont des lieux qui l'ont profondément marqué.
En 1955, la famille revient à Buenos Aires et s'installe à Adrogué, banlieue sud, chic et décadente de la capitale évoquée par Jorge Luis Borges. Il retourne une dernière fois en Patagonie pour travailler pendant trois ans dans la prospection de pétrole.À partir de 22 ans il décide d'abandonner toute autre activité que la peinture et s'y dédie définitivement.
Il prend des cours de peinture avec le peintre H. Solari et fait une rencontre fondamentale dans sa jeune vie d'artiste, celle du poète Roberto Juarroz, qui habite aussi à Adrogué, et devient son ami très cher et son maître à penser. Cette amitié durera jusqu'au départ d'Esteban à Paris.
Toujours à Adrogué, il fait la connaissance d'un étudiant des beaux-arts. Ils travaillent ensemble un temps. Cet étudiant, Ivan Sagarduy (1937-2000) deviendra un peintre connu dans sa province natale de Formosa. Enfin, il se lie d'amitié avec Pablo Urbanyi, qui deviendra  romancier. Cette amitié dure toujours.
Il fait sa première exposition personnelle à Buenos Aires a la Galerie Lirolay en 1964. Il expose régulièrement dans son pays jusqu'en 1969 ou il décide de réaliser son rêve de venir vivre à Paris.
Il s'installe à Paris en 1970. En 1972, il commence sa vie de peintre avec le Salon de la Jeune Peinture. En 1986, il décide de s'installer en Normandie et en 1991 il trouve une vieille usine au bord de l'Andelle, où il s'installe définitivement.

## Œuvre
Au début de sa carrière, Esteban est influence par l'œuvre de Paul Klee. Parallèlement, il est séduit par des peintres tels que Vermeer, Morandi ou Braque. Peu à peu, son travail tend vers un dialogue avec le réel. En arrivant à Paris, cette tendance s'affirme, et il utilise avec une certaine distance le rapport photographique. selon Jean-Jacques Lévêque son œuvre pouvait être lu comme un hyperréalisme poétique. Il s'en éloignera peu à peu.
Dans le texte de présentation du catalogue pour sa première exposition personnelle à Paris (1976), Claire Stoulig dit : « tout en privilégiant la représentation du réel et sa littéralité, le peintre cherche a les modifier et les transformer. Seule (ou presque) la couleur et son rôle signifient et définissent le champ. Son autonomie est radicalement assuré dans la série des Paysages qui s'ordonnent en général en triptyques. »
Pour le catalogue de la  suite « Kilimandjaro », Francis Parent dit : « Et si ces images nous interrogent ainsi, c'est qu'à travers leur apparente facilité se cache le piège d'une savante construction où toutes les lignes entraînent le regardeur vers le tréfonds de la peinture, vers ces terres d'ocres paradigmes de la Terre d'Origine, là où la lumière retrouvée apporte une transcendance inhabituelle dans l'Art d'aujourd'hui. En fait, si la peinture de Carlos Esteban nous interpelle autant, c'est qu'innocemment, elle va chercher dans les profondeurs les plus intimes de notre Être, cet endroit caché, refoulé, oublié, où l'irrationnel de chacun rejoint l'irrationnel du Monde et des Civilisations. »
Il pratique depuis toujours l'art du portrait et à partir des années 1980 son œuvre de portraitiste se développe. Récemment, il a réalisé  (sur commande) le portrait de Maurice Ravel.
Le Musée Nicolas-Poussin, aux Andelys a présenté une exposition de ces œuvres en 1998 pour marquer les douze années du peintre en Normandie. Le critique d'art Eric Wilmart écrit : « ...le château Gaillard, un triptyque réalisé spécialement pour l'exposition, a l'air d'une vieille souche d'arbre momifiée, surgie d'un monticule de végétaux luxuriants. Et puis, il y a les champs tourmentés d'Ecouis, les paysages ténébreux de Corny(ou le peintre a aussi demeuré). Partout, le ciel se déverse comme une mauvaise pluie dans la terre et se colore de boue; les cultures résistent tant bien que mal à cette conjuration des éléments et l'on sort presque abasourdi du spectacle grandiose et terrifiant à la fois de cette nature implacable. »
Toute l'œuvre d'Esteban évolue vers une figuration dans laquelle l'homme et la nature retrouvent un nouvel équilibre à travers une recherche de transcendance et beauté : « C'est la beauté qui rend possible le monde ».